# Nazran
Nazran (tiếng Nga: Назра́нь; tiếng Ingush: Наьсаре, Näsare) là một thị xã thuộc Cộng hòa Ingushetia, Nga. Đây từng là thủ đô của nước cộng hòa vào những năm 1991–2000, cho đến khi bị thay thế bởi Magas, được xây dựng đặc biệt cho mục đích này. Đây là thị xã đông dân nhất nước cộng hòa, với dân số 93,335 (Điều tra dân số 2010); 125,066 (Điều tra dân số 2002); 18,246 (Điều tra dân số năm 1989).

## Lịch sử
Nazran được thành lập vào thế kỷ 18. Sau khi trở thành một pháo đài quân sự vào năm 1817, Nazran đã chứng kiến một lượng lớn người Ingush di chuyển vào nơi này. Nó đã mang vị thế thị xã kể từ năm 1967.

## Địa lý

### Vị trí
Nazran nằm ở khu vực phía tây của Ingushetia, giáp với huyện Prigorodny của Bắc Ossetia-Alania. Các khu định cư gần nhất là Ekazhevo, thủ phủ Magas, và Barsuki. Nó nằm cách Vladikavkaz 27 km, Karabulak 19 km và Malgobek 54 km.

### Vị thế hành chính
Trong khuôn khổ các đơn vị hành chính, Nazran là huyện lỵ của huyện Nazranovsky, mặc dù nó không phải một phần của huyện này. Là một đơn vị hành chính, nó được hợp nhất riêng biệt với tên gọi thị xã trực thuộc nước cộng hòa Nazran — một đơn vị hành chính có địa vị ngang bằng với các huyện. Là một đơn vị đô thị, thị xã trực thuộc nước cộng hòa Nazran được hợp nhất thành Okrug đô thị Nazran.

### Khí hậu
Nazran có khí hậu lục địa ẩm (phân loại khí hậu Köppen: Dfb).
| Dữ liệu khí hậu của Nazran              | Dữ liệu khí hậu của Nazran | Dữ liệu khí hậu của Nazran | Dữ liệu khí hậu của Nazran | Dữ liệu khí hậu của Nazran | Dữ liệu khí hậu của Nazran | Dữ liệu khí hậu của Nazran | Dữ liệu khí hậu của Nazran | Dữ liệu khí hậu của Nazran | Dữ liệu khí hậu của Nazran | Dữ liệu khí hậu của Nazran | Dữ liệu khí hậu của Nazran | Dữ liệu khí hậu của Nazran | Dữ liệu khí hậu của Nazran |
| Tháng                                   | 1                          | 2                          | 3                          | 4                          | 5                          | 6                          | 7                          | 8                          | 9                          | 10                         | 11                         | 12                         | Năm                        |
| --------------------------------------- | -------------------------- | -------------------------- | -------------------------- | -------------------------- | -------------------------- | -------------------------- | -------------------------- | -------------------------- | -------------------------- | -------------------------- | -------------------------- | -------------------------- | -------------------------- |
| Trung bình ngày tối đa °C (°F)          | 0.3 (32.5)                 | 1.7 (35.1)                 | 7.2 (45.0)                 | 15.2 (59.4)                | 21.2 (70.2)                | 24.9 (76.8)                | 27.3 (81.1)                | 26.8 (80.2)                | 21.8 (71.2)                | 15.3 (59.5)                | 7.8 (46.0)                 | 2.6 (36.7)                 | 14.3 (57.8)                |
| Trung bình ngày °C (°F)                 | −3.6 (25.5)                | −2.5 (27.5)                | 2.6 (36.7)                 | 9.1 (48.4)                 | 15.0 (59.0)                | 18.7 (65.7)                | 21.2 (70.2)                | 20.6 (69.1)                | 15.8 (60.4)                | 9.9 (49.8)                 | 3.8 (38.8)                 | −1.1 (30.0)                | 9.1 (48.4)                 |
| Tối thiểu trung bình ngày °C (°F)       | −7.5 (18.5)                | −6.7 (19.9)                | −2.0 (28.4)                | 3.1 (37.6)                 | 8.9 (48.0)                 | 12.6 (54.7)                | 15.2 (59.4)                | 14.5 (58.1)                | 9.8 (49.6)                 | 4.6 (40.3)                 | −0.2 (31.6)                | −4.8 (23.4)                | 4.0 (39.1)                 |
| Lượng Giáng thủy trung bình mm (inches) | 26 (1.0)                   | 28 (1.1)                   | 41 (1.6)                   | 67 (2.6)                   | 106 (4.2)                  | 130 (5.1)                  | 99 (3.9)                   | 79 (3.1)                   | 59 (2.3)                   | 45 (1.8)                   | 39 (1.5)                   | 31 (1.2)                   | 750 (29.4)                 |
| Nguồn:                                  |                            |                            |                            |                            |                            |                            |                            |                            |                            |                            |                            |                            |                            |

## Thể thao
FC Angusht Nazran là câu lạc bộ bóng đá của thành phố. Sân nhà của câu lạc bộ là Sân vận động Trung tâm Rashid Aushev.

## Thành phố kết nghĩa
- Kislovodsk, Nga

## Hình ảnh
- Đài tưởng niệm để tưởng nhớ các nạn nhân bị áp bức chính trị ở Nazran
- Toàn cảnh Nazran
- Nhà ga xe lửa
- Rạp chiếu phim "Matritsa"